# آمل پالکار
آمُل پالِکار (انگلیسی: Amol Palekar؛ زادهٔ ۲۴ نوامبر ۱۹۴۴) هنرپیشه و کارگردان اهل کشور هند است. از فیلم‌هایی که وی کارگردانی کرده، می‌توان به معما اشاره نمود.

## جوایز
وی تاکنون برنده جوایزی همچون جایزه فیلم‌فیر بهترین بازیگر مرد و جوایز فیلم‌فیر شده است.

## فیلم‌شناسی
فهرست برخی از فیلم‌هایی که آمل پالکار در آنها به ایفای نقش پرداخته است:
- عکس
- نقش
- بحث کوچک
- چیتچور
- گل مریم
- ۱۶ سالگی
- آشوب
- ضمن همین صحبت
- آشیانه
- جریان زندگی
- نرم گرم
- گل‌مور
- دامان
- بگذار یک موضوع باشد
- چهره‌ای بر چهره‌ای دیگر
- داماد